# ナヴァフルダク

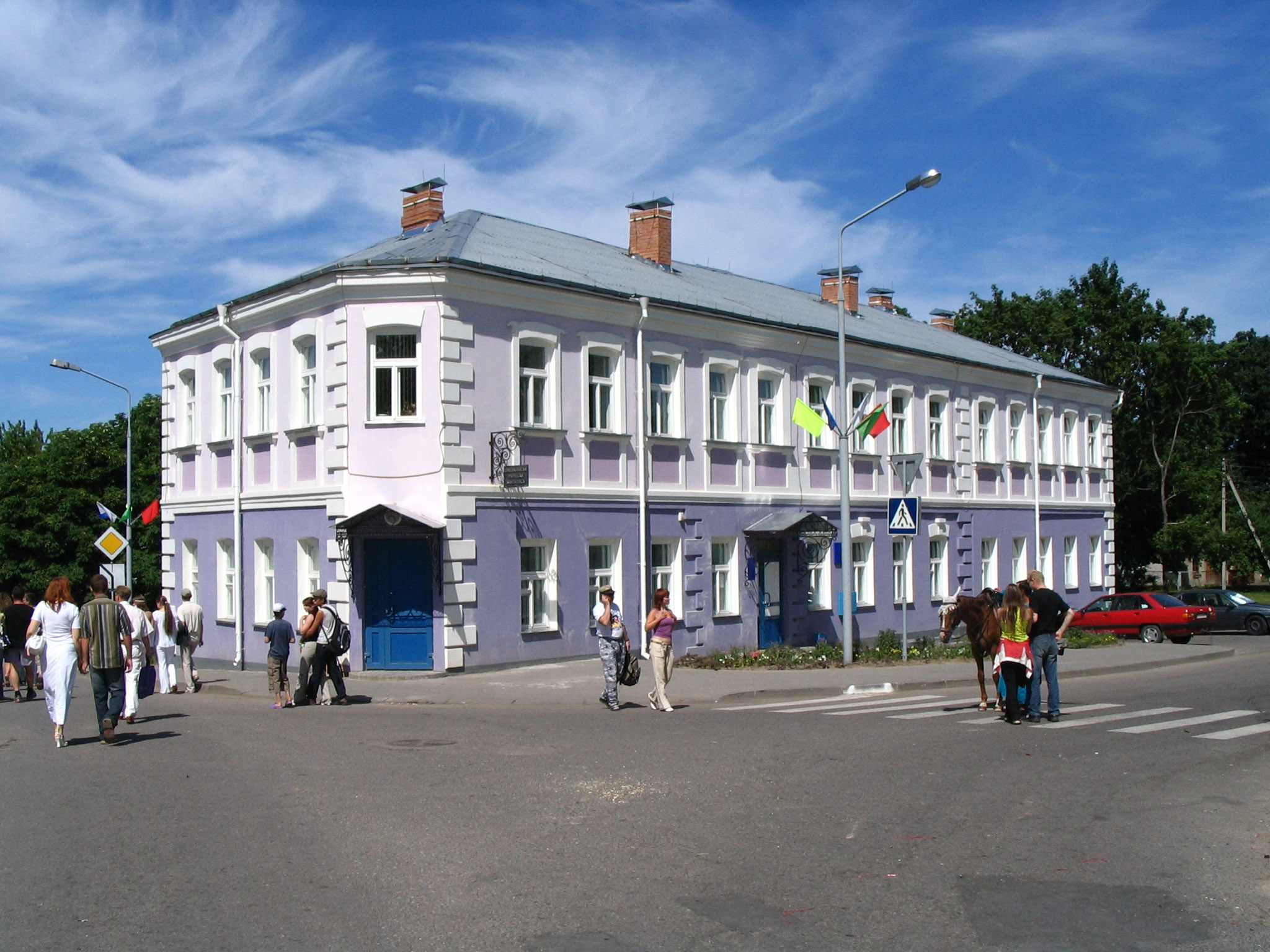

ナヴァフルダク（ベラルーシ語: Навагрудак、ロシア語: Новогрудок ノヴォグルドク、ポーランド語: Nowogródek ノヴォグルデク、リトアニア語: Naugardukas ナウガルドゥカス）は、ベラルーシ、フロドナ州の都市。2004年時点の人口は30,803人。

## 歴史
ナヴァフルダクの存在が記されたのは1044年、ヤロスラフ1世とリトアニア人部族との争いについて書かれた年代記においてである。1252年のイパチー写本（en）において、新たな小さな町を意味する「ノヴォゴロドク」（Novogorodok）の名が現れた。町はクリヴィチ族（10世紀後半にキエフ大公国の支配下に入る）の領土西部の遠隔地にあった。
13世紀、リトアニア王ミンダウガスによってリトアニア王国（のちのリトアニア大公国）領となった。1569年のルブリン合同以降はポーランド・リトアニア共和国の一部となっている。その後1795年、第三次ポーランド分割によってロシア帝国領のグロドノ県（グベールニヤのひとつ）に含まれた。1817年の町の人口は1,600人で、その45％はユダヤ人、35％はポーランド人、20％はタタール人が占めていた。第二次世界大戦まで、ナヴァフルダクにはモスクがあった。
第一次世界大戦中の1915年から1918年まではドイツ軍に占領されていた。その後ポーランド軍に占領され、ポーランド・ソビエト戦争中には赤軍に占領されていた。ポーランド・ソビエト・リガ平和条約によってポーランド領となり、ノヴォグルデク県の中心地となった。
1939年、ソビエトが侵攻、占領し、白ロシア・ソビエト社会主義共和国に編入された。1941年6月22日にナチス・ドイツがソ連への攻撃を開始、7月4日にはドイツがナヴァフルダクを占領している。その後再びソ連がこの地域を占領し、破壊された施設も戦後すぐに復旧された。